# Ambato
Ambato (puni naziv San Juan de Ambato) je grad u Ekvadoru i glavni grad provincije Tungurahua, smješten u visokoj andskoj dolini u podnožjima Chimboraza i Tungurahue; 154.095 st. (INEC, 2001). Glavno komercijalno i tranzitno središte, poznat po uzgoju voća u svojoj okolici, pa je nazivan i 'Vrtom Ekvadora'. Ima osobito razvijenu kožarsku industriju, i industriju obuće i tekstila. Ovo slikovito mjesto, često puta ugrožavano od vulkanskih erupcija i potresa, a 1949. gotovo je potpuno uništen.

## Vanjske poveznice
- Ambato, Ekvador